# إيمين

الصيغة العامة للإيمينات

الإيمين في الكيمياء العضوية عبارة عن مجموعة وظيفية تتألف من رابطة مضاعفة بين الكربون والنيتروجين. يمكن اعتبار أن الإيمينات هي مركبات كيميائية تحل فيها ذرة النيتروجين مكان ذرة الأكسجين في الألدهيدات والكيتونات. يمكن لذرة النيتروجين أن ترتبط بذرة هيدروجين، أو أن ترتبط بباقي عضوي R. وفي الحالة الأخيرة تسمى الإيمينات باسم قاعدة شيف التي لها الصيغة العامة (''RR'C=NR). يمكن للباقي العضوي R و R' و ''R أن يكونوا متماثلين أو مختلفين.